# Pro Basketball Manager
Pro Basketball Manager (PBM), anciennement Basketball Pro Management (BPM), est une série de jeux vidéo de gestion sportive qui donne au joueur la possibilité de diriger l'équipe de basket-ball de son choix. Elle a été créée par le studio français Umix Studios.

## Histoire
Après son expérience sur la série Basketball Pro Management, Umix Studios et Cyanide ont continué leur collaboration afin de créer une nouvelle série de jeu de management de basket.

## Système de jeu
- Le principe est similaire à celui des jeux de management de football.
- Le jeu propose une gestion des tactiques vraiment poussées : il est en effet possible de créer ses propres systèmes en choisissant les actions de chaque joueur à chaque instant. Il est donc possible de créer des systèmes à l'infini qui seront ainsi interprétés par le jeu.
- L’éditeur de données permet au joueur de modifier les caractéristiques de n'importe quel joueur/équipe/coach.
- Le jeu possède plus de 45 championnats jouables (dont 4 en France, la NBA, la NCAA ou encore des championnats féminins)

Le joueur prend la place de l’entraîneur et en partie du dirigeant de l'équipe qu'il choisit au moment de créer sa partie. Il doit ainsi gérer sa composition d'équipe (les joueurs qui débutent les matchs), le recrutement de nouveau joueurs selon de nombreux critères, la formation des jeunes joueurs, la détection de nouveaux talents, l'entrainement de son équipe, la mise en place de tactiques, la gestion du budget de l'équipe, la gestion du staff (entraîneur adjoint, kiné, scouts, préparateur physique), la mise en place de systèmes de jeu (le jeu propose également d'exporter facilement les systèmes pour les partager et/ou en importer de nouveaux), ainsi que la gestion des matchs (remplacements en temps réel, simulations en 2 ou 3 dimensions, gestion des temps morts, gestion des consignes individuelles et autres tactiques).

## Versions

### Basketball Pro Management

#### Version 2012
La version 2012 (pour la saison 2011-2012) d'abord annoncée pour automne 2011 sort finalement le 12 janvier 2012 en dématérialisé. Les critiques sont globalement bonnes et soulignent souvent le potentiel du jeu. Fin mai 2012, la société Tradewest sortira le jeu en version boite.
Notes : Jeuxvideo.com : 14/20

#### Version 2013
La version 2013 (pour la saison 2012-2013) était prévue pour le dernier trimestre 2012.  Après plusieurs reports, le jeu sort finalement le 15 février 2013.
De nombreuses nouveautés sont incluses, les principales sont :
- Optimisation de tous les temps de chargement
- Amélioration des simulations (IA vs IA et IA vs User)
- Ajout d'un nouveau mode permettant de créer une équipe de A à Z
- Revue complète de l’interface
- Apparition des coupes d’Europe des clubs se basant sur les formats des coupes d'Europe réelles
- Ajout des transferts/prêts
- Revue du calendrier avec ajout de matchs amicaux
- Apparition des distinctions individuelles pour les joueurs
- Notes des joueurs cachées en fonction de la visibilité du championnat pour donner plus de piment au scouting !
- Revue complète de la gestion des blessures

Note : Jeuxvideo.com : 14/20

#### Version 2014
Une version 2014 a été annoncée le 25 mars 2013.
Le 7 août 2013, Umix Studios dévoile une première image du jeu et annonce la présence des championnats universitaires américains dans le jeu. Le studio annonce également que le jeu sera disponible dans de nombreuses langues.
Le jeu sort finalement le 12 décembre 2013 avec en 6 langues (Français, Anglais, Allemand, Italien, Espagnol, Norvégien). Il sort en retail en France avec Just For Games et en Allemagne avec le distributeur Immanitas entertainment sous le nom de "Basketball Manager 2014". Le jeu comprend de nombreuses nouveautés comme l'ajout des championnats universitaires, des équipes féminines, un tout nouveau moteur de matchs...
Note : Jeuxvideo.com : 14/20

#### Version 2015
BPM 2015 est sorti le 19 novembre 2014 en version numérique sur Steam.

### Pro Basketball Manager

#### Version 2016
La version 2016 (pour la saison 2015-2016) est sortie le 14 janvier 2016.

#### Version 2017
La version 2017 (pour la saison 2016-2017) est sortie le 19 janvier 2017.
Cette version est nommée aux Ping Awards 2017 pour l'award du meilleur jeu de sport.

#### Version 2019
La version 2019 (pour la saison 2018-2019) est sortie le 21 novembre 2018.
Cette version est la première à inclure des licences officielles avec les équipes suivantes : Telenet Giants Antwerp, Saint-Amand Hainaut Basket, Cavigal Nice Basket 06, JL Bourg Basket, Basket Club Gries Oberhoffen, Limoges CSP et San Pablo Burgos.

#### Version 2021
La version 2019 (pour la saison 2020-2021) est sortie le 4 novembre 2020.

#### Version 2022
La version 2022 (pour la saison 2021-2022) est sortie le 16 novembre 2021.
Cette version est la première à inclure les licences officielles de la LNB avec les équipes et joueurs de Betclic Elite et de Pro B. Au total, le jeu inclut plus de 160 compétitions.

#### Version 2023
La version 2023 (pour la saison 2022-2023) est sortie le 10 novembre 2022.